# Tryphosella analogica
Tryphosella analogica is een vlokreeftensoort uit de familie van de Lysianassidae. De wetenschappelijke naam van de soort is voor het eerst geldig gepubliceerd in 1932 door K.H. Barnard.